# Glypta prostata
Glypta prostata là một loài tò vò trong họ Ichneumonidae.